# Office de Radiodiffusion-Télévision du Mali

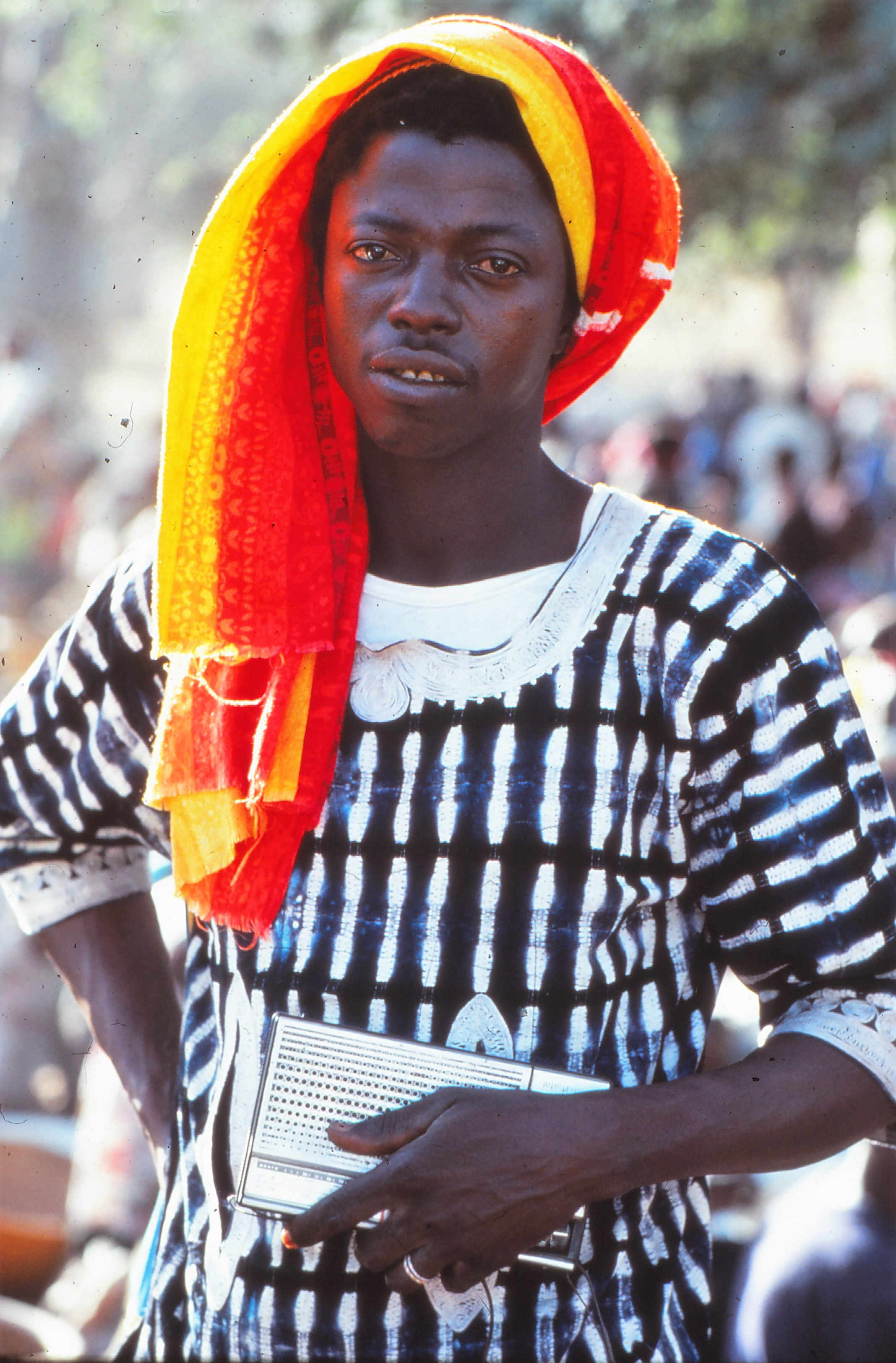
Junger Dogon aus Abidjan, mit seinem Radio, Tireli, Mali 1985.

Das Office de radiodiffusion et de télévision du Mali, ORTM (dt.: „Büro für Radioverbreitung und Fernsehen von Mali“, en.: Office of Radio and Television of Mali) ist die nationale Rundfunkanstalt des westafrikanischen Staates Mali.

## Geschichte
Der malische Rundfunk begann 1957 als ein 1-Kilowatt-Radiosender unter dem Namen Radio Sudan in Bamako, damals Verwaltungszentrum der französischen Kolonie Französisch-Sudan. Nach der Unabhängigkeit im Jahr 1960 begann das Radio Nationale du Mali (Radio-Mali) mit der Ausstrahlung aus dem Maison de la Radio im Stadtteil Bozola in Bamako. Die technischen Möglichkeiten wurden 1962 durch tschechische Sender mit einer Leistung von 18 bis 30 Kilowatt verstärkt.
1970 errichtete die chinesische Regierung vier 50-kW-Radiosender etwa 7 km von Bamako entfernt in Richtung Kati, wodurch Radio Mali weite Teile Westafrikas erreichen konnte. Am 22. September 1983 wurde in Bamako ein von Libyen finanziertes Fernsehübertragungszentrum eröffnet, das es RTM ermöglichte, einen Farbfernsehkanal auszustrahlen. Französische und deutsche Entwicklungshilfe zwischen 1984 und 1990 ermöglichte es, die Nachrichtensparte auszubauen und regionale Stationen in Ségou (1986), Koulikoro (1989), Sikasso (1990) und Mopti (1993) zu errichten. 1992 wurde ein zweites nationals Radio-Netzwerk (Chiffre II) begründet und 1984 Farbfernsehen ergänzt.
Am 5. Oktober 1992 spaltete die malische Regierung die Rundfunkanstalt gemäß dem „Law 92-021“ von der direkten staatlichen Kontrolle ab und der Sender wurde zu einer öffentlich finanzierten, unabhängig geführten Einrichtung (einem „Établissement Public à Caractère Administratif - EPA“). Dies war Teil des nationalen Liberalisierungsprozesses, der die Nation in die „Dritte Malische Republik“ überführte. Private Rundfunkveranstalter wurden legalisiert und RTM wurde am 1. Januar 1993 als ORTM umstrukturiert.
Die Stationen wurden am 21. März 2012 im Rahmen des Putsches 2012 vom Nationalen Komitee zur Wiederherstellung von Demokratie und Staat (Comité national pour le redressement de la démocratie et la restauration de l’État - CNRDR/CNRDRE) beschlagnahmt. Bei einer Protestdemonstration am 26. März forderten Tausende: „Nieder mit Sanogo“ („Down with Sanogo“) und: „Befreit das ORTM“ („Liberate the ORTM“).

## Entwicklungshilfe
2002 hatte ORTM 35 lokale Radio/Fernseh-Übertragungsstationen mit TV/Radio Übertragungspunkten in allen acht Regionen in Mali. Von seinem Hauptsitz in Bamako aus betreibt ORTM zwei Radionetze (RTM und Chiffre II), ein nationales Fernsehnetz (RTM) und leitet die Arbeit einer Reihe von regionalen RTM-Radiosender.
Mali gilt als einer der freiesten Nachrichtenmärkte Afrikas. Jedoch drohen Regierungsbeamte aufgrund der strengen Anti-Verleumdungsgesetze Malis mit Strafverfolgung von Journalisten (und greifen auch manchmal darauf zurück). 2001 wurde dem Leiter von OTRM eine Gefängnisstrafe angedroht, nachdem die Regierung versucht hatte, RTM wegen eines Interviews strafrechtlich zu verfolgen, in welchem der Bürgermeister von Bamako die malische Justiz der Korruption beschuldigte. Seit 1992 ist Rundfunk kein Staatsmonopol mehr. Es gibt zwei große private Fernsehanbieter mit zahlreichen Kanälen und viele private Radiostationen. Mali gilt auch als weltweit führend in der Entwicklung von Community-Radios; ORTM half beim Aufbau der Union des Radios et Televisions Libres (URTEL), einem Netzwerk von über einhundert unabhängig lokal betriebenen Sendern.  OTRM arbeitet auch mit anderen staatlichen und internationalen Organisationen in Bildungs- und Entwicklungsprogrammen in ganz Mali zusammen.

## Programm
RTM Radio und Fernsehen senden Nachrichten und Informationsprogramme, leichte Unterhaltung (ausländische und inländische), Musik und Sport. Die meisten nationalen Sendungen sind auf Französisch, mit mehreren Stunden Bambara-sprachigen Programmen sowie regionalen Sendungen in anderen Sprachen. Emission Hebdomadaire d’Information, das wöchentliche ORTM-Nachrichtenmagazin, wird seit 1998 jeden Sonntag um 12 Uhr ausgestrahlt und von Manga Dembélé und Youssouf Touré moderiert. Zweimal täglich wird eine Nachrichtensendung ausgestrahlt. Das Radionetzwerk Chiffre II wird auf der OTRM-Website simultan ausgestrahlt, während Fernsehübertragungen über regionale Satelliten ausgestrahlt werden. Das Fernsehen von ORTM überträgt regelmäßig lokalen Sport, hauptsächlich Fußballspiele der Première Division, an mindestens drei Tagen pro Woche.